# حسين الترتوري
حسين مطاوع حسين الترتوري (وُلد في 25 يونيو 1954 في الخليل) محاضر فلسطيني شغل منصب وزير وزارة الأوقاف والشؤون الدينية الفلسطينية ضمن حكومة إسماعيل هنية الثانية.